# Abel Riu
Abel Riu   (Barcelona, 1986) és un politòleg català especialitzat en l'espai ex-soviètic.
Graduat en Ciències Polítiques per la Universitat de Barcelona va fer un màster a la Universitat d'Uppsala, especialitzat en estudis internacionals i euroasiàtics. Va ser membre de Centre Delàs d'Estudis per la Pau i analista del Centre d'Anàlisi en Política Exterior i Seguretat Internacional de Catalunya. També va treballar uns mesos com tècnic de la Delegació del Govern de la Generalitat de Catalunya a Polònia.
El juny de 2018, fou un dels signants d'un manifest en que acollien amb beneplàcit la decisió del llavors conseller d'Acció Exterior Ernest Maragall de reobrir les delegacions que foren desmantellades per l'aplicació de l'article 155 a Catalunya. En aquest mateix manifest també reclamava que les delegacions estiguessin «al servei del mandat democràtic republicà del 1r d'Octubre i del 21 de Desembre».
A finals de gener de 2021, Riu fou un dels impulsors i el president de Catalonia Global Institute, un centre d'anàlisi d'afers internacionals.